# مذبحة معالوت
مذبحة معالوت هو هجوم قام به مسلحون فلسطينيون ينتمون إلى الجبهة الديمقراطية لتحرير فلسطين يوم 15 مايو 1974في معالوت شمال فلسطين المحتلة (إسرائيل). احتجز المسلحون 22 تلميذا عسكريا إسرائيليا في مدرسة عليا كرهائن وقتلوا بعد ذلك، قتل المسلحون كذلك عدة أشخاص آخرين وهم قادمون من صفد.

## أحداث المجزرة:
هذه العملية حدّثت في ساعة الفجر و نفذ العملية مقاتلو الجبهة الديمقراطيّة لتحرير فلسطين وأطلقوا على أنفسهم اسم "مجموعة الشهيد كمال ناصر " ، إقتحمت هذه المجموعة مدرسة مستوطنة تسمى "معالوت “ في الجليل الأعلى تحديدا في أراضي بلدة ترشيحا. وبعد اقتحامهم للمدرسة احتجز منفذو العملية الثلاثة زياد عبد الرحيم كعيك \محمد مصلح دردور \ وعلي احمد حسن العتمة  طلاب يهود هؤلاء الطلاب المشاركين ببرنامج وزارة الدفاع الإسرائيليّة للالتحاق بوحدات الجيش ، وبعد ذلك طالبوا بإخلاء سبيل 26 أسيرا فلسطينيا وبالمقابل سيبقون الرهائن على قيد الحياة . بعد ذلك أصدّرت الجبهة الديمقراطيّة العديد من البيانات التي أشارت فيها لسير العملية كما وفضّحت أُسلوب المراوغة والخداع الذي إستعملته القيادة اليهوديّة وأيضا أعلنت الجبهة أنّ وحدة الشهيد كمال قامت بإحتجاز ما يقارب الـ 100 شخص في المدرسة التي اقتحموها، وحذّرت قيادة العدو من القيام بأيّ ألاعيب لأنّ نتائج ذلك ستكونْ سيئة وأكّدت على وجود الألغام التي زرعها منفذو العملية الفلسطينييّن في أرجاء المكان ,قرروا حديثهم وقالوا بأنّ إنْ قام العدو بفعل ايّ عمل طائش سيقومون بتفجير المكان وقاموا بإعطائهم فترة زمنية قصيرة لتنفيذ مطالبهم ولكن بدون القيام بالألاعيب.

## تعامل الشارع الإسرائيليّ مع المجزرة:
قام النائب الإسرائيليّ "أوري أفنيري" بكشف عملية التضّليل والخداع التي قام بها وزير الحرب الإسرائيليّ "موشيه دايان" في يوم معالوت حيث قام أفنيري بكتابة في جريدة "هعولام هازيه" الإسرائيليّة مقالا بتاريخ 1974\5\22 يتحدّث فيه عمّا حصل في عملية ترشيحا ،في هذا المقال قام أفنيري بتوضّيح مسؤوليّة دايان والحكومة الاسرائيليّة و عملية الخداع التي قام بها، وقد عرفنا من خلال هذا المقال أنّ دايان قام بالتخطيط من البداية بعدم تحقيق مطالب الجبهة الديمقراطية لتحرير فلسطين حيث لم يكن يريد إطلاق سراح الأسرى الفلسطينيين من سجون الاسرائيليّة وكان مقرر من البداية باقتحام مكان العملية وذلك كي يصبح بطلا من جديد وبسببه قتل 27 إسرائيليّا وتوفيّ منفذو العملية الثلاثة .

## ماذا حصل لمنفذي العملية:
وبعد ذلك أكدّت الجبهة الديمقراطيّة في بيان رسميّ أنّ إسرائيل لا تزال تحتجز رفات شهداء عملية معالوت في مقبرة الأرقام وأنها لم تستلم رفاتهم  عندما حدّثت اتّفاقيّة التبادل بين إسرائيل وحزب الله عام 2008.

## الهجوم
معالوت هي منطقة تقع في هضبة على تلة في إقليم الجليل الغربي. حيث تبعد عن الحدود اللبنانية قرابة الستة أميال. وهي مدينة متطورة انشئت من اليهود المهاجرين عام 1957. وخصوصا اليهود التونسيين والمغاربة. نفذ الهجوم على معالوت من قبل أعضاء من الجبهة الديمقراطية لتحرير فلسطين والمسحلون هم: أحمد الليني وأحمد حربي وزياد . حيث كانوا المسلحون يلبسون الثياب العسكرية الرسمية للجيش الإسرائيلي للتمويه.